# Муравьёв, Григорий Вениаминович
Григорий Вениаминович Муравьёв — советский хозяйственный и государственный деятель, лауреат Государственной премии СССР за выдающиеся достижения в труде.

## Биография
Родился в 1936 году в Вологодской области в крестьянской семье. Член КПСС.
В 1954—1957 годах — военнослужащий Советской армии.
В 1957—1991 годах — электросварщик, бригадир комсомольско-молодежной бригады электросварщиков, неосвобождённый парторг цеха Ленинградского завода подъемно-транспортного оборудования имени С. М. Кирова / производственного объединения «Ленподъемтрансмаш».
За разработку конструкций, освоение серийного производства и внедрение в эксплуатацию портальных кранов, обеспечивших прогрессивные методы механизации работ в судостроении, на предприятиях морского флота и других отраслей народного хозяйства был в составе коллектива удостоен Государственной премии СССР в области науки и техники 1981 года.
Жил в Санкт-Петербурге.

## Награды
- Орден Трудовой Славы II степени
- Орден Трудовой Славы III степени